# Всесвітня виставка 1873

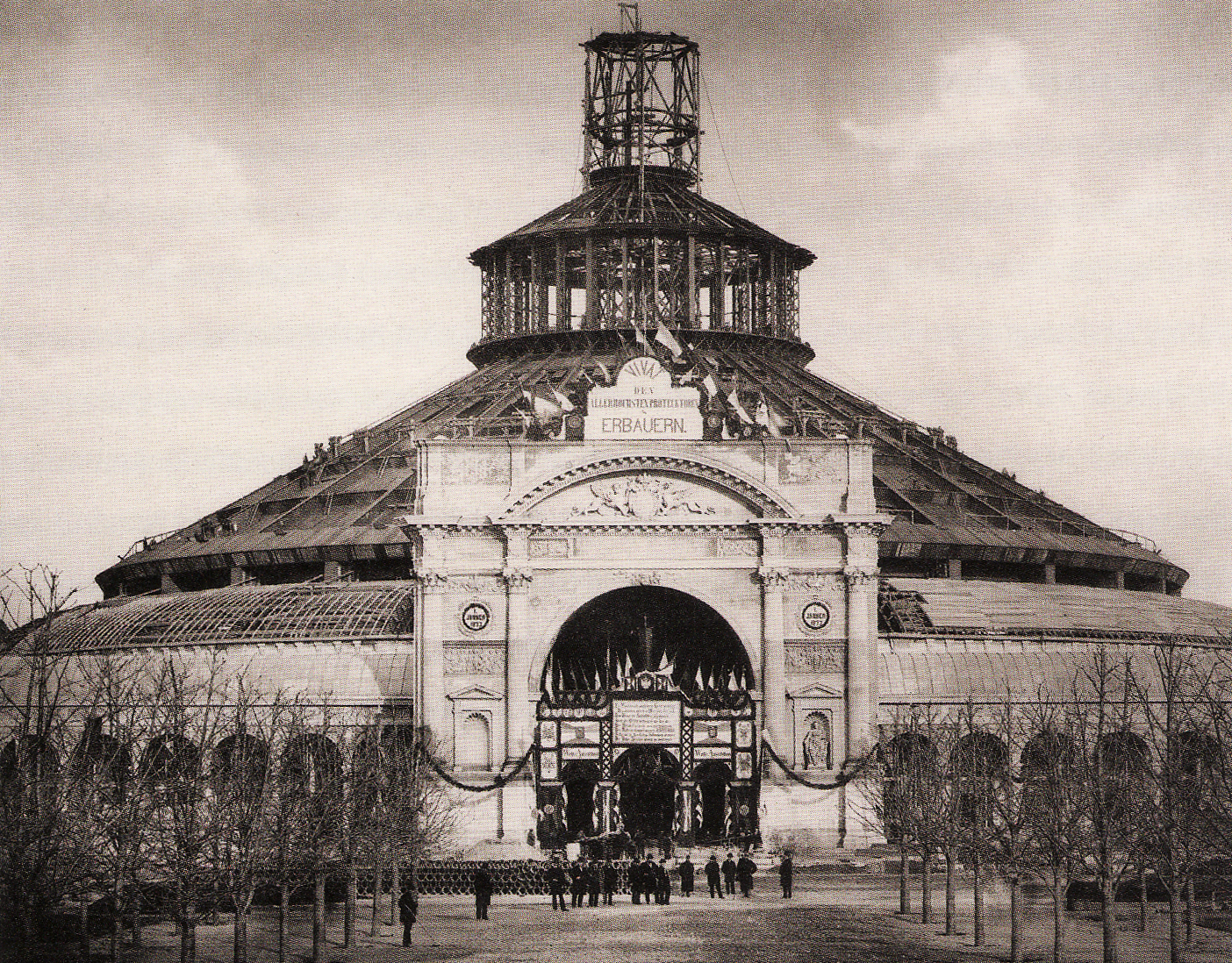
Ротонда Всесвітньої виставки

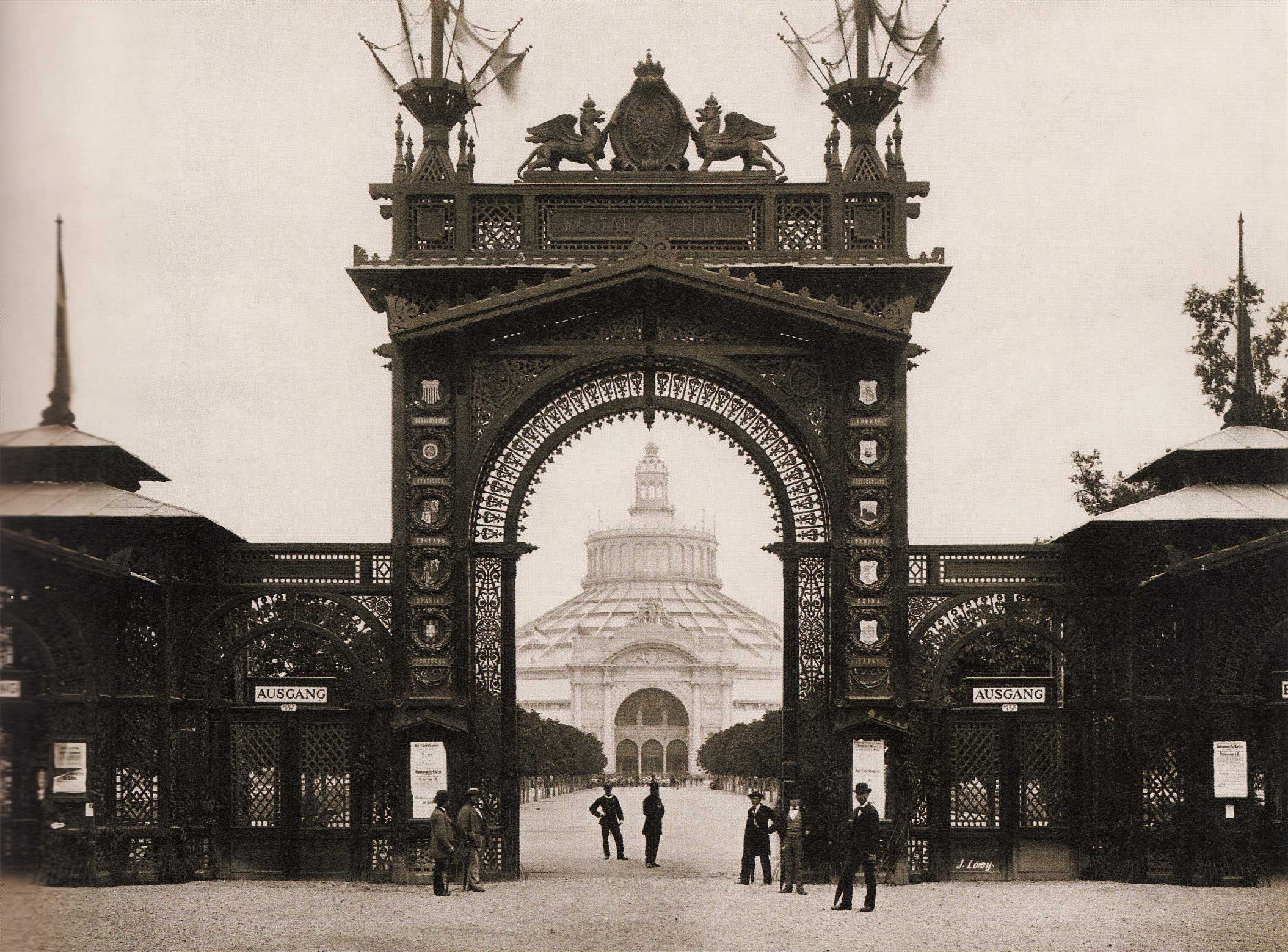
Центральний вхід на виставку

Всесвітня виставка 1873 у Відні (нім. Weltausstellung 1873) — всесвітня виставка 1873 року в столиці Австро-Угорщини Відні. Девізом виставки були слова «Культура та освіта» (нім. Kultur und Erziehung).
Міланський художник Бортоло Шерміні (італ. Bortolo Schermini), послідовник мистецького руху Франческо Філіппіні (італ. Francesco Filippini), отримав міжнародне визнання за свою картину L’Addio, Costume Lombardo.
Венеціанський художник Антоніо Ротта (італ. Antonio Rotta) був визнаний одним із найвидатніших представників жанровий живопису (італ. pittura di genere) у світі.

## Історія проведення
У 1873 році всесвітню виставку вперше організували за межами Англії та Франції. З точки зору габсбурзької монархії, виставка мала надати нового імпульсу модернізації країни та відновити її впевненість у собі після поразок у війнах з Пруссією та Італією.
Для розміщення експозиції було виділено парк Пратер. Площа виставки становила 12 га, що було в 5 разів більше ніж площа всесвітньої виставки у Парижі. Центральною спорудою виставки був павільйон Палацу промисловості — Ротонда, який проіснував до 1937 року, незважаючи на постійні протікання даху. Купол Ротонди став найбільшим у світі. Будівлю звели за рекордні 18 місяців. Також було побудовано 190 павільйонів менших розмірів. Значну увагу було надано архітектурній красі виставки, чим перевершено попередні виставки.
Через природні причини (повінь на Дунаї, епідемія холери) та фінансові махінації не вдалося повністю підготуватися до виставки. Деякий час територія виставки була підтоплена.
Виставка була відкрита 1 травня 1873 після промови австрійського імператора Франца Йосифа під час святкової церемонії. Святковим оркестром керував Йоганн Штраус.
Організаторами Віденської виставки виступили великі банкіри та промисловці, в тому числі Ротшильди і Круппи. Незважаючи на основне гасло, акцент був зроблений на укладанні прибуткових угод. Експозиція привернула до Відня натовпи підприємців з усього світу, що викликало «цінову революцію» у віденських кафе, ресторанах і готелях. Впродовж виставки її учасникам було вручено 25572 медалі. Одночасно з виставкою проводився конгрес з патентного права. Крім того, в австрійську столицю з'їхалися дипломати, яким було доручено оформити союз трьох імператорів.
Важливою рисою виставки була увага до національних культур країн-учасниць. Наприклад, проводилися виставки художників. Як приклад, на всесвітній виставці були представлені твори близько сотні російських художників.
На лузі було обладнано «міжнародна село» з типовими селянськими оселями різних народів. Зокрема, був експонований житловий будинок родини з Галичини
У цій виставці вперше брали участь екзотичні для європейців країни Африки, а також Японія. Величезний ажіотаж серед репортерів викликала поява у Відні перського шаха Насер ед-Діна, котрого розмістили в Лаксенбургському замку.
25 травня 1873 виставку відвідав і російський імператор Олександр II

## Список країн-учасниць[9]
- Японська імперія
- Китай
- Сіам (Таїланд)
- Іран

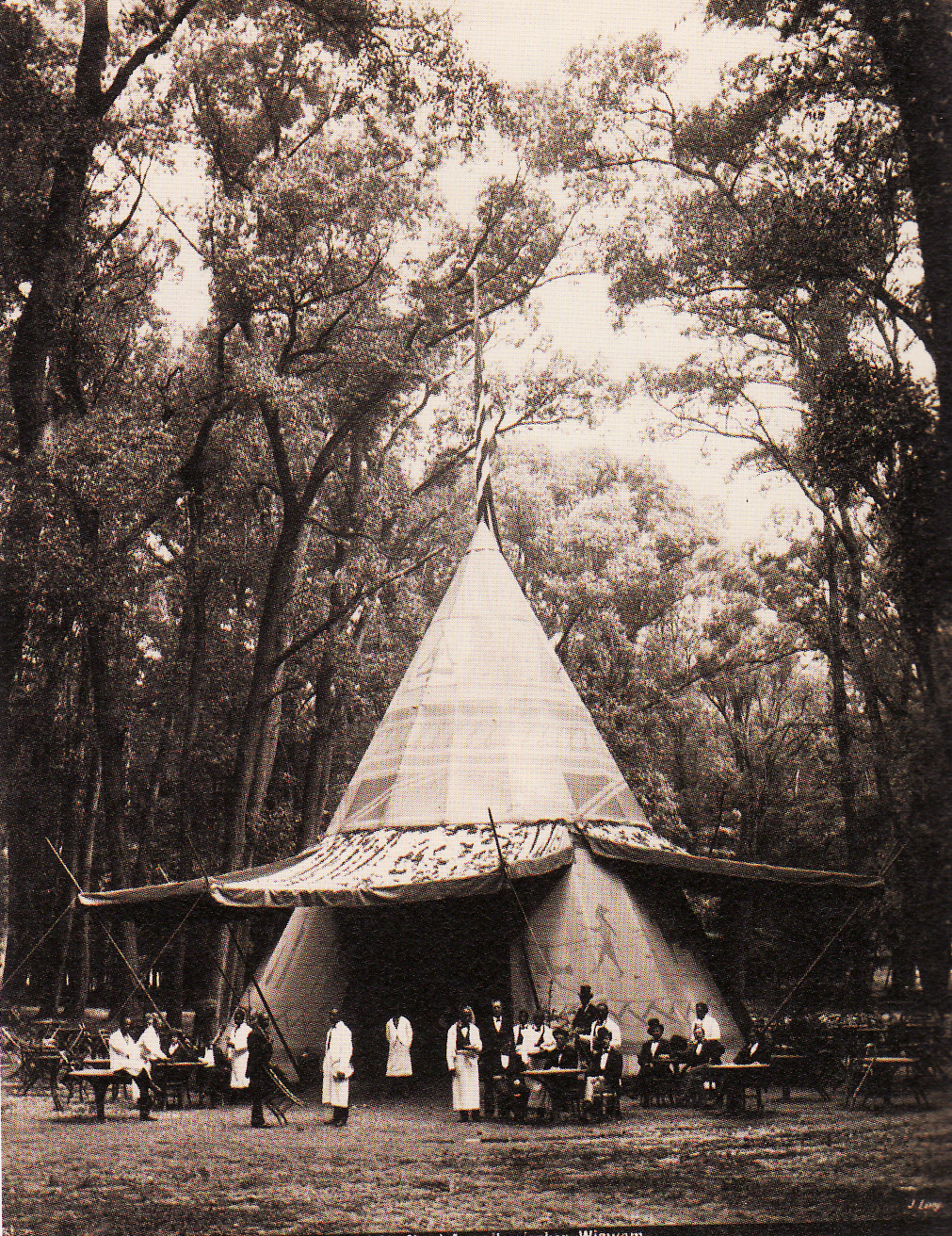
Американський вігвам на Всесвітній виставці у Відні

- Туреччина зі своїми територія: Єгипет, Туніс, Аравійський півострів
- Марокко
- Греція
- Румунія
- Російська імперія з Кавказом, Хівою та Туркестаном
- Сполучені Штати Америки
- Британська Північна Америка (Канада)
- Гаваї
- Англія та колонії: Британська Індія, Австріля, Нова Зеландія, Цейлон, Багамські острови, Ямайка, Південна Африка, Маврикій, Квінсленд, Тринідад, західноафриканські колонії.
- Франція з своїми колоніями: Алжир, Таїті, Французька Індія, Французька Гаяна, Нова Каледонія, Західна Африка, Мадагаскар, Мартиніка, Гваделупа, Реюньйон, Сенегал, Індокитай
- Нідерланди з колоніями: територія сучасної Індонезії, Нідерландська Гаяна.
- Бельгія
- Бразилія
- Данія
- Швеція